# Нордерхајштет
Нордерхајштет (њем. Norderheistedt) општина је у њемачкој савезној држави Шлезвиг-Холштајн. Једно је од 115 општинских средишта округа Дитмаршен. Према процјени из 2010. у општини је живјело 146 становника. Посједује регионалну шифру (AGS) 1051080.

## Географски и демографски подаци
Нордерхајштет се налази у савезној држави Шлезвиг-Холштајн у округу Дитмаршен. Општина се налази на надморској висини од 14 метара. Површина општине износи 4,3 km². У самом мјесту је, према процјени из 2010. године, живјело 146 становника. Просјечна густина становништва износи 34 становника/km².